# مستشفى سمالوط النموذجي
مستشفى سمالوط النموذجي هي مستشفي توجد في مدينة سمالوط، المنيا، مصر.

## الوصف
تضم المستشفي 5 مبان، بمساحة إجمالية تصل إلى 9630 مترا مربعا، وتخدم 733 ألف نسمة، بالإضافة إلى تخفيف العبء عن المستشفيات المركزية بالمحافظة، والمستشفى عبارة عن طابق ارضى وأربعة طوابق علوية حيث يضم الطابق الأرضى أقسام الطوارئ والاستقبال، و4 عيادات خارجية وصيدلية مركزية، بالإضافة إلى قسم الأشعة التي تشمل الأشعة المقطعية والرنين المغناطيسي، والأشعة العادية، وموجات فوق الصوتية، كما يشمل خدمات أخرى منها غرف التعقيم والمشرحة، والمغسلة، والمطبخ المركزي.
الطابق الأول يضم 10 عيادات خارجية، و40 ماكينة غسيل كلوي، و4 معامل، إلى جانب بنك الدم، أما الطابق الثاني فيحتوي على غرف إقامة المرضى، وغرف أخرى لسكن الأطباء وطاقم التمريض بالمستشفى، بينما يحتوي الطابق الثالث على أقسام الولادة الطبيعية والعمليات الجراحية، فيما يحتوي الطابق الرابع على غرف العناية المركزة، وتم تخصيص جزء منه لمدرسة التمريض التي تضم 6 فصول، وغرف للمدرسين، إلى جانب معمل ومكتبة، وقاعة للاجتماعات، وتهدف المستشفى إلى تقديم الرعاية الصحية الشاملة التي يحتاجها المواطن لتحسين الخدمات المقدمة للمرضى المترددين على المستشفيات، بتكلفة 250 مليون جنيه.

## أنظر أيضأ
- مستشفى ديرمواس المركزي
- مستشفى ملوي التخصصي